# Campionato mondiale femminile under 17 di calcio 2008
Il campionato mondiale femminile under 17 di calcio 2008 si tenne in Nuova Zelanda tra il 28 ottobre e il 16 novembre 2008.
Fu la prima edizione del torneo mondiale riservato alle calciatrici Under-17, riservato alle giocatrici nate dopo il 1º gennaio 1991.
Il torneo fu vinto dalla Corea del Nord, che nella finale giocata al North Harbour Stadium di Auckland sconfisse gli Stati Uniti 2-1 dopo i tempi supplementari.
Al terzo posto si è classificò la Germania, vincitrice per 3-0 nella finale di consolazione contro l'Inghilterra.

## Sedi
|                                                                              |                                                                                    |
|                                                                              |                                                                                    |
| North Harbour Stadium Città: Auckland Capienza: 25.000 Anno d'apertura: 1997 | Waikato Stadium Città: Hamilton Capienza: 26.500 Anno d'apertura: 2002             |
|                                                                              |                                                                                    |
| Wellington Stadium Città: Wellington Capienza: 36.500 Anno d'apertura: 2000  | Queen Elizabeth II Park Città: Christchurch Capienza: 20.000 Anno d'apertura: 1974 |

## Squadre
| Confederazione                                        | Torneo di Qualificazione                                   | Qualificate                            |
| ----------------------------------------------------- | ---------------------------------------------------------- | -------------------------------------- |
| AFC (Asia)                                            | Campionato asiatico femminile under 16 di calcio 2007      | Corea del Nord Giappone Corea del Sud  |
| CAF (Africa)                                          | Campionato africano femminile under 17 di calcio 2008      | Nigeria Ghana                          |
| CONCACAF (America Centrale, Settentrionale e Caraibi) | Campionato nordamericano femminile under 17 di calcio 2008 | Stati Uniti Costa Rica Canada          |
| CONMEBOL (Sud America)                                | Campionato sudamericano femminile under 17 di calcio 2008  | Colombia Brasile Paraguay              |
| UEFA (Europa)                                         | Campionato europeo femminile under 17 di calcio 2008       | Germania Francia Danimarca Inghilterra |
| Nazione ospitante                                     | Nazione ospitante                                          | Nuova Zelanda                          |

## Fase a Gruppi

### Gruppo A
| Squadra       | P.ti | G | V | P | S | GF | GS | DR |
| ------------- | ---- | - | - | - | - | -- | -- | -- |
| Danimarca     | 5    | 3 | 1 | 2 | 0 | 3  | 2  | +1 |
| Canada        | 5    | 3 | 1 | 2 | 0 | 2  | 1  | +1 |
| Nuova Zelanda | 3    | 3 | 1 | 0 | 2 | 4  | 4  | 0  |
| Colombia      | 2    | 3 | 0 | 2 | 1 | 3  | 5  | -2 |

| Arbitro: | Kirsi Savolainen |

|  |           |             |
|  | Marcatori | 53’ Lamarre |

| Arbitro: | Sung Mi Cha |

|          |           |           |
| Boye 51’ | Marcatori | 20’ Ariza |

| Arbitro: | Wang Jia |

|           |           |            |
| Vidal 10’ | Marcatori | 9’ Ezurike |

| Arbitro: | Silvia Reyes |

|           |           |                         |
| Longo 13’ | Marcatori | 29’ Andreasen 56’ Olsen |

| Arbitro: | Etsuko Fukano |

|           |           |                     |
| Ariza 82’ | Marcatori | 44’, 81’, 87’ White |

| Hamilton 4 novembre 2008, ore 19:00 06:00 UTC | Canada         | 0 – 0 referto | Danimarca | Waikato Stadium (3 823 spett.)\| Arbitro: \| Finau Vulivuli \| |
| Arbitro:                                      | Finau Vulivuli |               |           |                                                                |

### Gruppo B
| Squadra        | P.ti | G | V | P | S | GF | GS | DR |
| -------------- | ---- | - | - | - | - | -- | -- | -- |
| Germania       | 7    | 3 | 2 | 1 | 0 | 9  | 3  | +6 |
| Corea del Nord | 5    | 3 | 1 | 2 | 0 | 4  | 3  | +1 |
| Ghana          | 4    | 3 | 1 | 1 | 1 | 4  | 4  | 0  |
| Costa Rica     | 0    | 3 | 0 | 0 | 3 | 1  | 8  | -7 |

| Arbitro: | Etsuko Fukano |

|  |           |                                                  |
|  | Marcatori | 17’ Mester 34’, 43’ Marozsán 51’ Knaak 66’ Kemme |

| Arbitro: | Natalia Avdonchenko |

|                |           |            |
| Ho Un-byol 69’ | Marcatori | 73’ Dadson |

| Arbitro: | Kirsi Savolainen |

|                         |           |                                   |
| Dadson 65’ Fordjour 86’ | Marcatori | 5’ (rig.), 35’ Marozsán 69’ Maier |

| Arbitro: | Cristina Dorcioman |

|                      |           |                      |
| Rodríguez Cedeno 20’ | Marcatori | 16’, 65’ Yun Hyon-hi |

| Arbitro: | Sung Mi Cha |

|             |           |  |
| Afriyie 19’ | Marcatori |  |

| Arbitro: | Michelle Pye |

|         |           |                   |
| Popp 3’ | Marcatori | 58’ Myong Hwa-jon |

### Gruppo C
| Squadra     | P.ti | G | V | P | S | GF | GS | DR  |
| ----------- | ---- | - | - | - | - | -- | -- | --- |
| Giappone    | 9    | 3 | 3 | 0 | 0 | 17 | 5  | +12 |
| Stati Uniti | 4    | 3 | 1 | 1 | 1 | 6  | 5  | +1  |
| Francia     | 4    | 3 | 1 | 1 | 1 | 8  | 10 | -2  |
| Paraguay    | 0    | 3 | 0 | 0 | 3 | 5  | 16 | -11 |

| Arbitro: | Thalia Mitsi |

|                                       |           |                        |
| Iwabuchi 31’ Kameoka 68’ Yoshioka 74’ | Marcatori | 3’ DiMartino 51’ Mewis |

| Arbitro: | Pannipar Kamnueng |

|                                                              |           |                            |
| Crammer 5’, 12’, 61’ (rig.) Poulain 17’ Augis 58’ Catala 86’ | Marcatori | 45+3’ Gonzalez 90+2’ Genes |

| Arbitro: | Thalia Mitsi |

|  |           |                                            |
|  | Marcatori | 48’ (aut.) Flores 77’ DiMartino 83’ Verloo |

| Arbitro: | Quetzalli Alvarado |

|                                                                    |           |           |
| Inoue 11’ Kishikawa 21’ (rig.), 57’ Kira 26’, 27’, 34’ Shimada 38’ | Marcatori | 16’ Augis |

| Arbitro: | Cristina Dorcioman |

|                                    |           |                                                                   |
| Gonzalez 20’ (rig.) Villamayor 55’ | Marcatori | 36’, 73’ Kishikawa 40’ Ohshima 43’, 52’ Hamada 83’, 89’ Takahashi |

| Arbitro: | Silvia Reyes |

|               |           |           |
| DiMartino 57’ | Marcatori | 72’ Rubio |

### Gruppo D
| Squadra       | P.ti | G | V | P | S | GF | GS | DR |
| ------------- | ---- | - | - | - | - | -- | -- | -- |
| Corea del Sud | 6    | 3 | 2 | 0 | 1 | 6  | 3  | +3 |
| Inghilterra   | 6    | 3 | 2 | 0 | 1 | 4  | 3  | +1 |
| Nigeria       | 4    | 3 | 1 | 1 | 1 | 4  | 4  | 0  |
| Brasile       | 1    | 3 | 0 | 1 | 2 | 3  | 7  | -4 |

| Arbitro: | Michelle Pye |

|  |           |                            |
|  | Marcatori | 71’, 89’ Carter 75’ Bruton |

| Arbitro: | Finau Vulivuli |

|               |           |                         |
| Ji So-yun 85’ | Marcatori | 1’ Adekwagh 60’ Aighewi |

| Arbitro: | Etsuko Fukano |

|  |           |              |
|  | Marcatori | 79’ Holbrook |

| Arbitro: | Quetzalli Alvarado |

|            |           |                                    |
| Raquel 66’ | Marcatori | 47’ Lee Min-sun 57’ Lee Hyun-young |

| Arbitro: | Natalian Avdoncheko |

|                         |           |                        |
| Ketlen 35’ Rafaelle 71’ | Marcatori | 43’ Orji 75’ Okoronkwo |

| Arbitro: | Damgoua Negual |

|  |           |                                              |
|  | Marcatori | 8’ Ji So-yun 16’ Koh Kyung-yeon 71’ Song Ari |

## Fase ad eliminazione diretta
|  | Quarti di finale        | Quarti di finale           |                            |          | Semifinali                | Semifinali                |  |  | Finale                 | Finale |
|  |                         |                            |                            |          |                           |                           |  |  |                        |        |
|  | 8 novembre - Wellington |                            |                            |          |                           |                           |  |  |                        |        |
|  |                         |                            |                            |          |                           |                           |  |  |                        |        |
|  | Danimarca               | 0                          |                            |          |                           |                           |  |  |                        |        |
|  | Danimarca               | 0                          | 13 novembre - Christchurch |          |                           |                           |  |  |                        |        |
|  | Corea del Nord          | 4                          |                            |          |                           |                           |  |  |                        |        |
|  | Corea del Nord          | 4                          | Corea del Nord             | 2        |                           |                           |  |  |                        |        |
|  | 9 novembre - Hamilton   |                            | Corea del Nord             | 2        |                           |                           |  |  |                        |        |
|  |                         | Inghilterra                | 1                          |          |                           |                           |  |  |                        |        |
|  | Giappone                | Inghilterra                | 1                          | 2 (4)    |                           |                           |  |  |                        |        |
|  | Giappone                |                            | 16 novembre - Auckland     | 2 (4)    |                           |                           |  |  |                        |        |
|  | Inghilterra (d.c.r.)    | 2 (5)                      |                            |          |                           |                           |  |  |                        |        |
|  | Inghilterra (d.c.r.)    | 2 (5)                      | Corea del Nord (d.t.s.)    | 2        |                           |                           |  |  |                        |        |
|  | 8 novembre - Wellington |                            | Corea del Nord (d.t.s.)    | 2        |                           |                           |  |  |                        |        |
|  |                         | Stati Uniti                | 1                          |          |                           |                           |  |  |                        |        |
|  | Germania                | Stati Uniti                | 1                          | 3        |                           |                           |  |  |                        |        |
|  | Germania                | 13 novembre - Christchurch |                            | 3        |                           |                           |  |  |                        |        |
|  | Canada                  | 1                          |                            |          |                           |                           |  |  |                        |        |
|  | Canada                  | 1                          | Germania                   | 1        | Finale per il terzo posto | Finale per il terzo posto |  |  |                        |        |
|  | 9 novembre - Hamilton   |                            | Germania                   | 1        | Finale per il terzo posto | Finale per il terzo posto |  |  |                        |        |
|  |                         | Stati Uniti                | 2                          |          |                           |                           |  |  |                        |        |
|  | Corea del Sud           | Stati Uniti                | 2                          | 2        | Inghilterra               | 0                         |  |  |                        |        |
|  | Corea del Sud           |                            |                            | 2        | Inghilterra               | 0                         |  |  |                        |        |
|  | Stati Uniti             | 4                          |                            | Germania | 3                         |                           |  |  |                        |        |
|  | Stati Uniti             | 4                          |                            |          | 3                         |                           |  |  |                        |        |
|  |                         |                            |                            |          |                           |                           |  |  | 16 novembre - Auckland |        |
|  |                         |                            |                            |          |                           |                           |  |  |                        |        |

### Quarti di finale
| Arbitro: | Thalia Mitsi |

|  |           |                                                   |
|  | Marcatori | 21’, 73’ Jon Myong-hwa 86’ Ri Un-ae 89’ Kim Un-ju |

| Arbitro: | Silvia Reyes |

|                             |           |             |
| Marozsán 4’, 78’ Mester 34’ | Marcatori | 44’ Ezurike |

| Arbitro: | Quetzalli Alvarado |

|                      |           |                                     |
| Kira 8’ Iwabuchi 82’ | Marcatori | 45+1’ Staniforth 90+1’ Christiansen |

| Arbitro: | Kirsi Savolainen |

|                         |           |                                         |
| Lee Hyun-young 65’, 85’ | Marcatori | 27’, 78’ Verloo 54’ Mewis 84’ DiMartino |

### Semifinali
| Arbitro: | Michelle Pye |

|                                  |           |          |
| Ho Un-byol 19’ Jon Myong-hwa 44’ | Marcatori | 75’ Jane |

| Arbitro: | Sung Mi Cha |

|         |           |                          |
| Popp 6’ | Marcatori | 63’ DiMartino 81’ Verloo |

### Finale terzo-quarto posto
| Arbitro: | Natalia Avdonchenko |

|  |           |                                 |
|  | Marcatori | 11’ Wesely 74’ Knaak 88’ Mester |

### Finale
| Arbitro: | Silvia Reyes |

| |            | |
| Kim Un-hyang 77’ Jang Hyon-sun 113’ | Marcatori  | 2’ (aut.) Hong Myong-hui                                                                                      |
| · Hong Myong-hui · Hyon Un-hui 117’ · Jon Hong-yon · Kim Sol-hui · Kim Uj · (68' Ri Un-ae) · Pae Yon-hui (C) · (104' Jang Hyon-sun) · Ho Un-byol · Jon Myong-hwa · Yun Hyon-hi · (53' Kim Un-ju) · Kim Hyon-mi · Kim Un-hyang | Formazioni | Vancil Brooks (C) Dunn Colohan Verloo DiMartino (106' Johnson) K. Mewis S. Mewis Roberts Quon Klei (61' Eddy) |
| Ri Ui-ham | Allenatori | Tambi |

## Premi
Sono stati assegnati otto premi:
- Pallone d'Oro alla miglior giocatrice del torneo, Pallone d'Argento e di Bronzo alla seconda e terza classificata.
- Scarpa d'Oro alla capocannoniere del torneo, Scarpa d'Argento e di Bronzo alla seconda e terza classificata.
- Guanto d'Oro alla miglior portiere del torneo.
- Premio Fair Play alla squadra più disciplinata del torneo.

| Pallone d'Oro | Pallone d'Argento  | Pallone di Bronzo |
| ------------- | ------------------ | ----------------- |
| Mana Iwabuchi | Dzsenifer Marozsán | Kristie Mewis     |

| Scarpa d'Oro       | Scarpa d'Argento | Scarpa di Bronzo |
| ------------------ | ---------------- | ---------------- |
| Dzsenifer Marozsán | Vicki DiMartino  | Jon Myong Hwa    |

| Guanto d'Oro  | Trofeo Fair Play FIFA |
| ------------- | --------------------- |
| Taylor Vancil | Germania              |

## Classifica marcatrici
6 reti
- Dzsenifer Marozsán

5 reti
- Vicki DiMartino

4 reti
- Natsuki Kishikawa
- Chinatsu Kira

- Jon Myong-hwa
- Courtney Verloo

3 reti
- Lynn Mester
- Pauline Crammer

- Rosie White
- Lee Hyun-young

2 reti
- Turid Knaak
- Alexandra Popp
- Danielle Carter
- Marine Augis
- Florence Dadson

- Haruka Hamada
- Mana Iwabuchi
- Saori Takahashi
- Nkem Ezurike
- Tatiana Ariza

- Ho Un-byol
- Yun Hyon-hi
- Jacqueline Gonzalez
- Ji So-yun
- Kristie Mewis

1 rete
- Raquel
- Ketlen
- Rafaelle
- Rachel Lamarre
- Natalia Ariza
- Ingrid Vidal
- Ri Un-ae
- Kim Un-ju
- Kim Un-hyang
- Jang Hyon-sun
- Lee Min-sun
- Koh Kyung-yeon
- Raquel Rodríguez Cedeño
- Linette Andreasen

- Simone Boye
- Britta Olsen
- Tabea Kemme
- Inka Wesely
- Leonie Maier
- Camille Catala
- Charlotte Poulain
- Léa Rubio
- Deborah Afriyie
- Isha Fordjour
- Natsumi Kameoka
- Kei Yoshioka
- Yuiko Inoue
- Chiaki Shimada

- Marika Ohshima
- Lauren Bruton
- Lucy Staniforth
- Isobel Christiansen
- Rebecca Jane
- Jessica Holbrook
- Soo Adekwagh
- Amenze Aighewi
- Ebere Orji
- Amarachi Okoronkwo
- Annalie Longo
- Rebecca Fernandez
- Gloria Villamayor
- Paola Genes

autoreti
- Cris Mabel Flores
- Hong Myong-hui